# Legami di sangue (romanzo Octavia E. Butler)
Legami di sangue (Kindred) è un romanzo breve di fantascienza della scrittrice statunitense Octavia E. Butler del 1979.

## Storia editoriale
Il romanzo è stato pubblicato per la prima volta nel 1989 negli Stati Uniti d'America per l'editore Doubleday and Company mentre l'autrice stava contemporaneamente lavorando al "Ciclo dei Patternisti". Gli argomenti trattati sono quelli ricorrenti nelle opere di Octavia E. Butler: gli abusi di potere, i limiti imposti alle donne dalle tradizioni, il razzismo e i conflitti razziali.
L'opera è stata pubblicata in Italia per la prima volta nel 1994 nella collana Urania.

## Trama
(Octavia Butler, Legami di sangue)
Dana è una donna afroamericana che, dal 1976, si ritrova catapultata indietro all'epoca dello schiavismo  nel Maryland del 1815. Ciò avviene ogni volta che il giovane Rufus Weylin, che risiede in quel luogo e in quegli anni, è in pericolo di vita. Il ragazzo è un antenato di Dana e figlio di un latifondista, nato a seguito di una violenza sessuale perpetrata su di una schiava. Dalla sua sopravvivenza nel passato, dipende la vita di Dana nel futuro. Durante uno dei viaggi nel tempo anche il marito di Dana, Kevin, di pelle bianca, viene catapultato nel passato e intrappolato lì per quasi dieci anni, impegnato a combattere lo schiavismo nella cosiddetta "ferrovia sotterranea".

## Opere derivate
Nel 2017 dall'opera è stato tratto un graphic novel intitolato Kindred: A Graphic Novel Adaptation, vincitore del Premio Bram Stoker per il miglior romanzo grafico assegnato nel 2018.

## Edizioni
- (EN) Octavia Butler, Kindred, 1ª ed., New York, Doubleday and Company, luglio 1979, ISBN 0-385-15059-8.
- (DE) Octavia Butler, Vom gleichen Blut, traduzione di Peter Rummel, Bastei Lübbe Science Fiction Special, Colonia, Bastei Lübbe, maggio 1983, ISBN 978-3-404-24042-5.
- Octavia Butler, Legami di sangue, traduzione di Oscar Chichoni, Collana Urania, n. 1238, Milano, Mondadori, 21 agosto 1994.
- Octavia Butler, Legami di sangue, traduzione di Silvia Gambescia, Pan Narrativa, Firenze, Le Lettere, gennaio 2005, ISBN 887166843X.
- (ES) Octavia Butler, Parentesco, traduzione di Amelia Pérez de Villar, Barcellona, Capitan Swing, 5 marzo 2018, ISBN 978-84-947408-6-2.
- (PT) Octavia Butler, Kindred: laços de sangue, traduzione di Carolina Caires Coelho, Rio de Janeiro, Morro Branco, 18 dicembre 2019, ISBN 978-85-92795-87-0.